# Anriquelis Barrios
Anriquelis Pauleth Barrios Hernández (ur. 20 sierpnia 1993) – wenezuelska judoczka. Dwukrotna olimpijka. Zajęła piąte miejsce w Tokio 2020 i siedemnaste w Paryżu 2024. Walczyła w wadze półśredniej.
Piąta na mistrzostwach świata w 2021; uczestniczka zawodów w 2013, 2015, 2017, 2019, 2021, 2023 i 2024. Startowała w Pucharze Świata w latach 2010, 2011, 2013, 2015, 2016, 2018, 2019 i 2023. Srebrna medalistka igrzysk panamerykańskich w 2019; piąta w 2015. Zdobyła pięć medali igrzysk Ameryki Południowej, a także cztery igrzysk Ameryki Środkowej i Karaibów. Wygrała igrzyska boliwaryjskie w 2017 i trzecia w 2013. Trzykrotna medalistka mistrzostw panamerykańskich w latach 2017 – 2020, a także mistrzostw Ameryki Południowej w latach 2011-2019.

## Letnie Igrzyska Olimpijskie 2020
| Konkurencja | Eliminacje             | Eliminacje              | Eliminacje             | Repasaże                   | Finały                              | Klas. końcowa |
| Konkurencja | Przeciwnik I           | Przeciwnik II           | 1/4                    | Przeciwnik I               | o 3. miejsce                        | Miejsce       |
| ----------- | ---------------------- | ----------------------- | ---------------------- | -------------------------- | ----------------------------------- | ------------- |
| 63 kg       | Darja Dawydowa (RUS) Z | Maylín del Toro (CUB) Z | Tina Trstenjak (SLO) P | Agata Ozdoba-Błach (POL) Z | Catherine Beauchemin-Pinard (CAN) P | 5.            |